# 恩降
恩降（おんこう）とは古代日本で行われた恩赦の1つで、天皇の詔（恩詔）によって減刑を受けること。特に八虐など減刑の対象にならない死罪の場合でも死一等を降じて流罪に止めるところに特徴がある。
恩降は奈良時代より出されていたが、本来死罪以外に処罰規定のない犯罪まで恩降によって死罪を回避する風潮の登場が、平安時代における死刑の事実上の廃止（死罪の判決が出されると、天皇の詔によって流罪への減刑が行われる）への土壌になったと考えられている。